# Лямбирь
Ля́мбирь  (эрз. Лямбирь, тат. Ләмбрә) — село в Республике Мордовия. Административный центр Лямбирского района и Лямбирского сельского поселения.

## География
Расположено на реке Лямбирка, в 11 км (по прямой) и 15 км (по автодороге) от Саранска.
Находится в непосредственной близости от автодороги Р-158 (Нижний Новгород — Саратов).
Средняя температура в январе -10,4°С, в июле +19,6°С

## История
Основано в 1642 году темниковскими татарами, прибывшими для строительства Саранской крепости. Название-характеристика: от эрзянских слов ламарь, лёмзёр «черёмуха», буквально — «черёмуховая роща». Жители села обязаны были оповещать гарнизон Атемарской крепости о приближении противника.
В 1905 г. в Лямбире была открыта первая начальная школа. Действовали 4 мечети.
В 1930 г. был организован колхоз «Победа», затем ТОО, с 1997 г. — СХПК «Нива».
С 1933 года — административный центр Лямбирского района.

## Население
| 1959 | 1970  | 1979  | 1989  | 2002  | 2010  | 2021  |
| ---- | ----- | ----- | ----- | ----- | ----- | ----- |
| 2687 | ↗3625 | ↗4805 | ↗8389 | ↗8467 | ↘8457 | ↘8346 |

## Инфраструктура
В современном селе — две средние общеобразовательные школы (№ 1 и № 2), детская школа искусств, дом культуры, Лямбирская районная поликлиника, администрация Лямбирского муниципального района сельский совет села Лямбирь, Лямбирский РОВД МВД Республики Мордовия, Лямбирская районная прокуратура, Лямбирский районный суд, пенсионный фонд, районный отдел социального обеспечения, отделение «Почты России», автоматическая телефонная станция (АТС) районного узла связи структурного подразделения «Ростелеком», отделение «Сбербанк России», «КС банк».
В самом конце, с северо-восточной стороны, на окраине улицы «Большевистской» установлен антенный пост доплеровского метеорадара, включенного в единую сеть сбора метеоданных.
Сельское хозяйство представлено структурным подразделением подсобным хозяйством ОАО «Консервный завод „Саранский“», занимающего территорию изначально существовавшего колхоза «Победа» времен СССР.
Расформированные организации: Бывшее здание дома бытовых услуг («КООП Служба Быта») с прилегающем к нему недостроенным корпусом было переделано под многоквартирный жилой дом, здание расформированного «ПТУ № 14» (профессиональное техническое училище) — заброшено, здания ныне не существующей ДРСУ переделаны под магазин торговой сети «Магнит», комплекс зданий расформированной Лямбирской Центральной Районной Больницы — законсервирован. Комплекс зданий расформированной «Сельхозтехника» (ремонтно-техническая станция сельскохозяйственных машин) времен СССР, а также корпус прилегающей газовой котельной микрорайона «Сельхозтехника» заброшено и частично разрушено. Сельхозхимия Лямбирского района — расформирована, территория бывшей организации используется под автостоянку большегрузного транспорта частных обществ ограниченной ответственности, территория расформированной МСО (межхозяйственная строительная организация) в настоящее время[когда?]

 используется частными структурами для производства строительных материалов, в частности крупноблочного кирпича на основе цемента и песка. В качестве рабочей силы используется труд наркозависимых периода «трудовой реабилитации», которые там же проживают в непосредственной близости от производства в бытовых помещениях объекта.
В окрестностях села Лямбирь находится заброшенная бетонная взлётно-посадочная полоса бывшей авиабазы «Лямбирь», ранее использовавшаяся «Саранским учебным авиационным центром» — структурным подразделением ныне расформированного ДОСААФ СССР. Инфраструктура центра, включая здания, топливные объекты и радарные посты, в большинстве своём разрушена. В сохранившемся здании на 2017 год функционировало подразделение Центральный аэроклуб имени М. П. Девятаева, относящееся к организации РОСТО РФ.

## Памятники
Памятники В. И. Ленину, воинам, погибшим в Великой Отечественной войне; корт.

## Религия
Православные храмы
- Церковь Вознесения Господня

Мечети
- Мечеть